# Tubiba-Tapuia
Os Tubiba-Tapuia são um grupo indígena que habita o limites do município brasileiro de Monsenhor Tabosa.

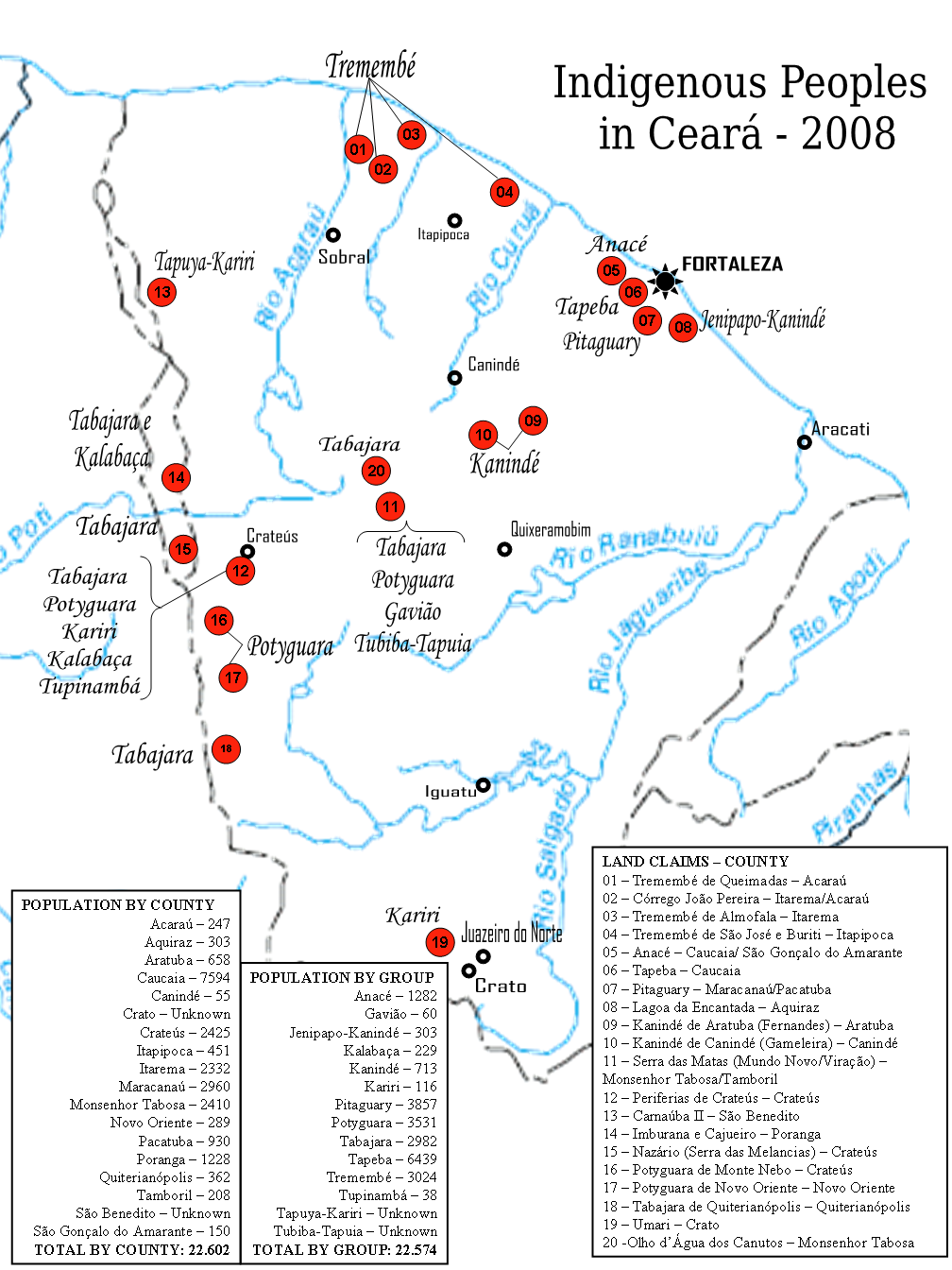
Mapa indicando a presença indígena contemporânea no Ceará. Fontes: FUNAI e FUNASA.